# Csörög
Csörög là một thị trấn thuộc hạt Pest, Hungary. Thị trấn này có diện tích 5,04 km², dân số năm 2010 là 2261 người, mật độ 449 người/km².